# José Juan Espinosa Torres
José Juan Espinosa Torres(. San Pedro Cholula, Puebla; 9 de mayo de 1977) fue militante e integrante de la Dirección Nacional de Movimiento Ciudadano, y actualmente es militante del Partido del Trabajo. Ha sido diputado local en tres ocasiones y presidente municipal de San Pedro Cholula, Puebla. 
Como alcalde de San Pedro Cholula, interpuso una controversia Constitucional contra la Ley de Seguridad interior.